# Rakudai Ninja Rantarō
Rakudai Ninja Rantarō (jap. 落第忍者乱太郎, zu dt. etwa „Ninja Rantarō der Versager“) ist eine Manga-Serie, die von 1986 bis 2019 von Sōbē Amako gezeichnet wurde. Die Anime-Adaption Nintama Rantarō begann 1993 mit der Ausstrahlung auf NHK, später folgten mehrere Filme.

## Inhalt
Die Serie spielt gegen Ende der Muromachi-Zeit in der Sengoku-Zeit. Auf Empfehlung seines Vaters betritt Rantarō das Ninjutsu Gakuen, um zu studieren und ein Elite-Ninja zu werden. Seit er sich Kirimaru und Shinbee anschließt und sich mit ihnen anfreundet, gelingt ihm nichts.
Ninjutsu Gakuen ist eine Bildungseinrichtung in den Bergen der Kansai-Region.  Da es sich um eine Ninja-Schule handelt, wird der genaue Ort geheim gehalten. Die Schüler besuchen die Klassen 1 bis 6, die in drei Gruppen unterteilt sind: I-Gumi, Ro-Gumi und Ha-Gumi, basierend auf der alten Ordnung der Kana-Schriftzeichen (der Iroha). Männliche und weibliche Schüler besuchen getrennte Klassen.
Während der junge Rantarō kindgerechte, lustige Abenteuer erlebt, trifft er oft berühmte Persönlichkeiten aus der Sengoku-Zeit.

## Veröffentlichung
Rakudai Ninja Rantaro begann seine Veröffentlichung im Jahr 1986 in der Zeitschrift Asahi Shogakusei Shimbun beim Verlag Asahi Shimbun-sha. Dieser brachte den Manga auch in Sammelbänden heraus. Im November 2019 wurde die Serie mit dem 65. Band abgeschlossen.
Beim JManga erschien online eine englische Übersetzung der Serie.

## Animeserie
Bei Ajia-do Animation Works wurde seit 1993 eine Adaption des Mangas als Animeserie für das japanische Fernsehen produziert. Regie führte Tsutomu Shibayama und hauptautor war Yoshio Urasawa. Das Charakterdesign entwarf Masaya Fujimori und für die Produktion waren Hiroshi Kubota, Ken Suekawa und Yuji Shibata verantwortlich.
Die Serie wird seit dem 10. April 1993 von NHK in Japan ausgestrahlt. Sie umfasst bisher über 2000 Folgen, die zunächst 12 Minuten lang waren, dann ab der 164. Folge 20 Minuten. Eine englische Fassung wurde in Singapur veröffentlicht, eine spanische von diversen Sendern in Spanien und Chile ausgestrahlt. Auf den Philippinen wurde eine Fassung in Tagalog im Fernsehen gezeigt und auch eine chinesische Übersetzung wurde veröffentlicht.

### Synchronisation
| Rolle                 | japanischer Sprecher (Seiyū)                             |
| --------------------- | -------------------------------------------------------- |
| Rantarō Inadera       | Minami Takayama                                          |
| Kirimaru Settsuno     | Mayumi Tanaka                                            |
| Shinbee Fukutomi      | Teiyu Ichiryusai                                         |
| Isuke Ninokuruwa      | Chie Sato                                                |
| Shouzaemon Kuroki     | Mami (Staffel 1–11) Saori Higasi                         |
| Kingo Minamoto        | Kumiko Watanabe                                          |
| Kisanta Yamamura      | Tomiko Suzuki (Staffel 1–11) Saori Sugimoto              |
| Hikoshiro Imafuku     | Mitsuki Saiga                                            |
| Hansuke Doi           | Toshihiko Seki                                           |
| Yuki                  | Mariko Koda (Staffel 1, ab 9) Sakura Tange (Staffel 2–8) |
| Monjiro Shioe         | Ken Narita                                               |
| Heisuke Kukuchi       | Toshimitsu Oda                                           |
| Takiyashamaru Tairano | Wataru Taikagi                                           |
| Magohei Igasaki       | Hiro Yūki (Staffel 1–3) Isshin Chiba                     |
| Saburoji Ikeda        | Urara Takano (Staffel 1–6) Fuko Shinomiya                |

### Musik
Die Musik der Serie komponierte Kōji Makaino. Für den Vorspann wurden folgende Lieder verwendet:
- Yūki 100% von Hikaru Genji

- Yūki 100% von GENJI Super5

- Yūki 100% (2002) von Ya-Ya-Yah

- Yūki 100% (2009) von HSJ

Die Abspannlieder sind:
- Dancing Junk (ダンシング ジャンク) von Namie Amuro

- Don't Mind Namida von Genji Super 5

- Shaking Night von Genji Super 5

- 0 grade champion von Junich and JJr

- 終わらない SCHOOL DAYS von Junich and JJr

- こうしちゃいられない von Junich and JJr

- にんにん忍たま音頭 von Say S

- いつだってYELL von  Emiri Nakayama

- HEMUHEMU Waltz (ムヘムのワルツ) von Hemuhemu

- たまえかきうた しんべヱの段 von Yuko Bracken

- Memory and Melody von Splash

- Ai ga Chiban von Sayuri Ishikawa

- 四方八方肘鉄砲 von Mayumi Hunaki

- Sekai ga Hitotsu ni Naru Made von Ya-Ya-Yah

- Kaze von Aeya Ueto

- Oh! Enka! von Kanjani8

- Ai ni Mukatte von Kanjani8

- 夢色 von HSJ

## Filme
Zu Manga und Anime kamen in Japan auch vier Filme ins Kino. Die zwei als erstes veröffentlichten Anime-Filme erzählen Nebengeschichten zur Fernsehserie. Der erste Realfilm erzählt die Geschichte des mangas neu und der zweite Realfilm setzt den ersten fort.
- Eiga Nintama Rantarō (1996, Regie: Tsutomu Shibayama)
- Gekijō-ban Anime Nintama Rantaro Ninjutsu Gakuen Zenin Shutsudō! no Dan (2011, Regie: Masaya Fujimori)
- Nintama Rantarō (2011, Regie: Takashi Miike)
- Nintama Rantarō: Natsuyasumi Shukudai Daisakusen! no Dan (2013, Regie: Ryuta Tasaki)